# Rhodobryum perspinidens
Rhodobryum perspinidens là một loài Rêu trong họ Bryaceae. Loài này được (Broth.) Pocs miêu tả khoa học đầu tiên năm 1979.